# Sindicato Español de Pilotos de Líneas Aéreas
El Sindicato Español de Pilotos de Líneas Aéreas (Sepla) representa a alrededor de 8.000 pilotos comerciales que trabajan para aerolíneas con base en España. Fundado en 1965 como Asociación Sindical (ASPLA), ha pasado de ejercer la representación de los pilotos de una sola aerolínea (Iberia) a su estructura actual. Es una organización sindical profesional e independiente, sin ningún vínculo con partidos políticos, y se autofinancia con las aportaciones de sus miembros.
El órgano directivo de Sepla es la Junta Rectora, que se compone de la Mesa Rectora y los jefes de cada una de las Secciones Sindicales. En su seno se deciden las cuestiones de importancia del sindicato, si bien cada sección sindical es autónoma en lo que respecta a su relación con la empresa. Junto al órgano rector, Sepla cuenta con varios departamentos. El Departamento de Servicio al Afiliado se encarga de buscar acuerdos con diversas empresas de servicios (seguros, telefonía…) para ofrecer las condiciones más ventajosas a sus afiliados. El Departamento Técnico se encarga de velar por la seguridad aérea, llevando grupos de expertos a los principales foros aeronáuticos donde se promueven iniciativas legislativas sobre la materia tanto a nivel nacional como internacional.

## Objetivos de Sepla
1- Representar, defender y promocionar los intereses profesionales, laborales, económicos y sociales de sus afiliados.
2- Organizar una constante labor de formación profesional para sus afiliados.
3- Colaborar con los organismos competentes nacionales, internacionales, con las empresas de transporte aéreo y con otros grupos o asociaciones profesionales para el perfeccionamiento y desarrollo de la aviación civil.
4- Participar en la formación y preparación de los pilotos de líneas aéreas, así como en la elaboración de los programas y planes de estudio que den acceso a la profesión.
5- Programar la acción sindical necesaria para conseguir mejoras sociales y económicas de sus afiliados. A estos efectos, negociará con las empresas la contratación individual y colectiva, vigilará su cumplimiento y adoptará las medidas necesarias en caso de conflictividad.
6- Fomentar la solidaridad entre los pilotos de líneas aéreas creando y promocionando servicios comunes de naturaleza asistencial.
7- Establecer acuerdos con otros sindicatos y asociaciones profesionales, tanto nacionales como internacionales.

## Secciones Sindicales de Sepla
La composición de las secciones sindicales es proporcional al número de afiliados con que cuenta cada empresa entre su plantilla de pilotos. Son las Secciones quienes se encargan de negociar con la empresa las condiciones laborales de los afiliados. Actualmente Sepla cuenta con las siguientes secciones sindicales: La más numerosa, Iberia, cuenta con 11 delegados que representan a casi 1600 pilotos en activo. El resto son Vueling, Air Europa, Air Nostrum, Norwegian, Swiftair, Easyjet, Ryanair, Eurowings, Wamos Air, Avincis, Evelop, Plus Ultra, Air Europa Express, Iberia Express y Pasivos.

## Sepla y la seguridad de vuelo
Desde sus inicios, Sepla se propuso como misión velar por la garantía de la seguridad aérea, misión que ha encomendado al departamento técnico. Es el departamento quien envía a sus expertos a participar en los diferentes foros del sector aeronáutico que se hacen a nivel nacional e internacional. Así, Sepla participa de forma activa en la revisión de las leyes que regulan el sector aéreo tanto en España como en Europa.
Dentro de la Unión Europea, es la Agencia Europea de Seguridad Aérea (EASA) quien redacta las leyes posteriormente aprobadas por la Comisión. A través de la Asociación Europea de Pilotos (ECA), que representa a más de 38.000 pilotos, Sepla participa en la elaboración de normas sobre seguridad aérea. De la misma forma, SEPLA es miembro activo de IFALPA, la Federación Internacional de Asociaciones de Pilotos de Líneas Aéreas, interlocutor a nivel global de la Organización Internacional de Aviación Civil (OACI). 
Para contribuir a aumentar los niveles de seguridad, Sepla lleva a cabo diferentes iniciativas. Una de ellas es el Sistema de Reportes de SEPLA (SRS), que complementa al Sistema de Notificación de Sucesos, mediante el aporte de reportes o notificaciones sobre deficiencias o anomalías en la operación aérea. El objetivo es tratar de paliar dichas anomalías para evitar la progresiva acumulación que podría desembocar en un accidente o incidente aéreo.
El Departamento Técnico también lleva a cabo proyectos de prevención de riesgos laborales y prevención de enfermedades en destinos de riesgo. Además, aporta expertos en las investigaciones de accidentes aéreos y colabora con los gestores del tráfico aéreo, entre otras iniciativas.

## Acuerdos y servicios de Sepla
El Departamento de Servicio al Afiliado nace con la vocación de dar un valor añadido al afiliado de Sepla no sólo en el aspecto profesional, sino sobre todo en el personal. Se encarga de conseguir servicios exclusivos para los pilotos en todos los ámbitos comerciales. A través de acuerdos únicos con diferentes empresas, desde entidades bancarias , seguros médicos, escuelas de pilotos y simuladores, alquiler de vehículos, hoteles, telefonía móvil, entre otros, llegamos a cubrir todas las necesidades que los afiliados pueden tener. 
Los principios que nos guiaron en nuestros inicios siguen perdurando a día de hoy, aunque vamos innovando en la forma de relacionarnos con los proveedores de servicios externos. 
En la actualidad tenemos más de 400 acuerdos en activo renovados año a año, disponibles para cualquier afiliado que quiera beneficiarse de ellos. Somos el único gestor de seguro que evita la intermediación y con ellos las comisiones en los seguros. Además, gracias al Centro de Seguros Sepla hemos conseguido el fraccionamiento de hasta doce mensualidades de la suma de todos los seguros contratados, independientemente de la compañía aseguradora. El Centro de Planificación Familiar, es el último proyecto realizado desde el departamento para todos los afiliados que se han acogido a los diferentes Expedientes de Regulación de Empleo, Jubilaciones y Pérdidas de Licencia, este nuevo proyecto te ayuda y asesora en tu planificación familiar. El éxito de nuestras negociaciones para acuerdos bancarios y seguros médicos está avalado por nuestros afiliados: más del 70% de los pilotos de Sepla se benefician de sus condiciones. 
Además, el departamento se ha visto obligado a ampliar miras debido a la situación actual, que obliga a muchos pilotos a buscar trabajo fuera de nuestras fronteras. Así, una de nuestras principales prioridades en la actualidad es la cobertura personal y familiar de los pilotos que trabajan en compañías extranjeras. Muchos de los acuerdos firmados por empresas españolas tienen efectividad también en otros países. Con ellos, la familia de los pilotos también estará bajo la misma protección social que el propio piloto.

## Programa VIA
En Sepla y AEP, la Asociación Española de Pilotos, somos conscientes que la aviación comercial es un sector global y que debemos impulsar regulaciones que defiendan no sólo una mayor protección para nuestros pasajeros, sino que sirvan también para el desarrollo e impulso de nuestra aviación dentro del marco de una, más que necesaria seguridad operacional.
El Programa VIA nace con la intención de ofrecer una serie de servicios a los pilotos afiliados que están desplazados o trabajando en el extranjero y mantener un vínculo con su sindicato a la espera de que mejore el sector en el país y puedan regresar en las mejores condiciones si así lo desean. 
Otro de los objetivos de VIA es poder ofrecer una visión diferente y humana sobre las implicaciones que pueda tener, y en según qué lugares, el ejercicio de nuestra profesión. Y también otras cuestiones como la familia, idioma, seguros médicos, etc.
Desde VIA hemos establecido contactos con diferentes compañías aéreas para incorporar pilotos a sus tripulaciones, tanto comandantes como copilotos, más allá de nuestras fronteras.
Estos contactos no sólo están enfocados a ofertar trabajo en las condiciones más beneficiosas para nuestros afiliados sino la colaboración de soporte humano técnico destinado a elaborar cursos y preparación en aspectos de la implementación y mejora de la seguridad operacional, como los sistemas de gestión de seguridad (SMS, Safety Management System), los sistemas de reportes de seguridad de aviación de la Nasa (ASRS, Aviation Safety Report System), la monitorización de los datos de vuelo (FDM, Flight Data Monitoring), o las limitaciones de tiempo de vuelo (FTL, Flight Time Limitations)
El objetivo de SEPLA es canalizar y ofrecer el máximo número de posibilidades a los afiliados en paro. 

## Fundación SEPLA-Ayuda
SEPLA-Ayuda es una organización sin ánimo de lucro que pretende contribuir al desarrollo de los países necesitados que son destino de las compañías aéreas donde prestamos servicio. 
Nuestro objetivo es ayudar a personas necesitadas, en especial menores de edad y a personas afectadas por alguna discapacidad, a recibir educación, alimentación, asistencia sanitaria y, en general, atención a todas sus necesidades básicas en condiciones dignas, ya sea de forma directa o participando en proyectos de cooperación, nacional e internacional, al desarrollo. Para conseguirlo nos centramos en canalizar, coordinar y apoyar aquellas iniciativas solidarias que puedan surgir del colectivo español de pilotos aprovechando y potenciando las posibilidades que brinda el ejercicio de la profesión para su mejor ejecución según su entorno. 
Esta ayuda se presta a través de diversas vías:
Aprovechamos las ventajas que nos confiere ser agentes profesionales del sector del transporte aéreo para trasladarnos a los destinos donde desarrollamos nuestros proyectos e implicarnos en ellos activamente. Aportamos nuestro esfuerzo personal y asesoramiento sobre el terreno a través de colaboradores especializados mayoritariamente en el campo de la educación.
Financiamos, de acuerdo a nuestros fines, proyectos de cooperación social.
La Fundación se constituyó ante notario el 21 de noviembre de 2006 y fue reconocida como fundación de carácter asistencial el 24 de abril de 2007.
Ayudaron a trasladar a refugiados ucranianos a España en colaboración con otras fundaciones.

## APP SEPLA
Descárgate la APP de SEPLA en tu móvil:
- Datos: Q6129110